# 約翰·帕爾菲宮
約翰·帕爾菲宮（斯洛伐克語：或Pálfiho palác）是位於斯洛伐克布拉提斯拉瓦老城區一座晚期古典主義風格的建築，位於約翰街，靠近帕沃爾廣場。
該宮殿坐落在一座舊建築的遺址上，直到1850年代中期，這座建築一直是布拉提斯拉瓦縣政府的所在地。當王座移至別處後，該建築由帕尔菲·阿布·埃尔多德家族以晚期古典主義風格重建。

在1980年代重建後，目前約翰·帕爾菲宮為布拉提斯拉瓦市美術館的一部分，並設有四個永久展覽和臨時展覽。

## 外部連結
- 約翰·帕爾菲宮官方網站 （页面存档备份，存于）

48°08′33″N 17°06′30″E / 48.14250°N 17.10833°E